# Ешреф Сенчер Кушчубашъ
Ешреф Сенчер Кушчубашъ (на турски: Eşref Sencer Kuşçubaşı) е турски разузнавателен и партизански воин.

## Биография
Ешреф Сенчер Кушчубашъ е роден през 1873 г. в Истанбул. Син е на Абдулазис Черкес Мустафа Бей. В последната година от обучението си във Военната академия, е задържан и изпратен в изгнание в гр. Хиджаз (сега в Саудитска Арабия) от султана – Абдулхамид II, поради връзки с „Младотурците“. Успява да избяга от затвора в Хиджаз и промъквайки се през три роти войници, съумява да отвлече сина на главния комендант на султан Абдулхамид II.
Убеждавайки много Арабски шейхове, организира въстание, срещу султан Абдулхамид II на територията на Арабските страни. Наричан е „шейх-ит туййур“ летящият шейх, поради невероятната си бързина, енергия и ентусиазъм. По това време султанът е принуден да признае конституционализма, и да се лиши от абсолютната си власт. Султанът също помилва и политическите затворници, сред които е и Ешреф Сенчер. При това Ешреф Сенчер Кушчубашъ прекратява въстанието срещу султана, а заедно със своите сподвижници и бойци се присъединява, към новоизградената турска контраразунавателна служба – Тешкилят-и Махсуса.
През 1911 г. заедно с Енвер бей организира съпротивата срещу колониалните сили в Триполи.
През 1912 г. заедно с брат си Сами Кушчубашъ, Енвер бей, Ибрахим Джихангироглу и Сюлейман Аскери, участва в освобождаването на Чорлу, Текирдаг, Малкара, Хайраболу и Одрин. През същата година, заедно със Сюлейман Аскери и местните лидери, участвата в основаването на първата турска република под името – Независимо Управление на Западна Тракия, познато и като Гюмюрджинска Република.
По време на първата световна война /1914-1915 г./ ръководи подразделението на турска разузнавателна организация – Тешкилят-и Махсуса в Арабския полуостров, а след смъртта на Сюлейман Аскери е назначен за ръководител на Тешкилят-и Махсуса до 1918 г.
По време на английската военна операцията „Втори канал“ на Дарданелите, /Първа световна война/, Ешреф Сенчер Кушчубашъ командва фронтовата линия. След битка с англичаните в Арабския полуостров, през 1917 г. е пленен и изпратен в изгнание на остров Малта. По късно е освободен, със споразумение за размяна на военнопленници. Веднага след пристигането си в Турция, участва в Турската освободителна война. Организирайки специално военно подразделение „Куваи Сеййаре“ през цялата 1920 година се бие с Гръцките военни части. Големи са заслугите му за успеха на Турските сили при Сакаря/Адапазаръ.
Ешреф Сенчер Кушчубашъ умира през 1964 г. на 91 годишна възраст.